# Phrurolinillus lisboensis
Phrurolinillus lisboensis är en spindelart som beskrevs av Jörg Wunderlich 1995. Phrurolinillus lisboensis ingår i släktet Phrurolinillus och familjen flinkspindlar.
Artens utbredningsområde är Portugal. Inga underarter finns listade i Catalogue of Life.